# RuneScape
『RuneScape』（ルーンスケープ）は、イギリスのJagexが開発した多人数同時参加型オンライン・ロールプレイングゲーム（MMORPG）である。2001年1月に公開された。世界最大かつ最も更新された無料MMORPGとしてギネス・ワールド・レコーズに認定されたことがある。2022年5月現在、累計アカウント3億以上、累計ゲームプレイ時間は5千億分以上を記録している。
当初はプログラミング言語Javaで作られたブラウザゲームだったが、2016年にのC++コーディングによるスタンドアローンクライアントに変更となった。

## 世界観
RuneScapeの舞台は「Gielinor」と呼ばれる中世のファンタジー世界である。プレイヤーは徒歩、魔法の呪文、チャーター船ほか多くの方法でGielinorを移動し、様々なノンプレイヤーキャラクター（NPC）、モンスター、クエストに巡り合い、挑戦することになる。
プレイヤーはゲーム内ではカスタマイズ可能なアバターとして表現される。
RuneScapeのストーリーは直線的ではなく、プレイヤー自身が、NPCやモンスターとの戦闘、クエスト、スキルの経験値を上げるなど様々な目的を設定することができる。さらに取引やチャット、ミニゲームやアクティビティを通じて、プレイヤー同士が互いに交流できる。その中には競争的なものもあれば、協力を必要とするものもある。

## ゲームプレイ
まず初めに、RuneScapeの最も基本的なスキルを学ぶチュートリアルを受ける必要がある。

### スキル
RuneScapeには28のスキルがあり、そのうち17のスキルは無料プレイのプレイヤーが使用でき、さらに11のスキルはメンバー用となっている。スキルを使用することで経験値を得ることができる。例えば、鉱石を採掘すると採掘（Mining）スキルが鍛えられ、そのスキルの経験値が貯まるとキャラクターが「レベルアップ」する。スキルレベルが上がると、より良い原料を採取して良い製品を生産する能力が高まり、新しい能力を使用すると与えられる経験値も増加する。スキルレベルの合計はゲーム内でのプレイヤーのステータスの象徴となり、合計レベルの高いプレイヤーはハイスコアランキングに登場することがある。スキルで利用可能な最高レベルに達すると、メンバーはその達成を象徴する特別なケープを購入することができる。
樵（Woodcutting）や釣り（Fishing）などの一部のスキルでは、プレイヤーが原材料を集め、それぞれ矢師（Fletching）や調理（Cooking）などの他のスキルで使用可能なアイテムに加工することができる。作成されたアイテムは、プレイヤーが使用したり、ショップや他のプレイヤーに販売したりすることができる。
その他、戦闘、建築、俊敏、盗人、火付、農作業、ポーション作り、ルーン作り、狩り、ダンジョン探索、召喚獣を召喚などのスキルがある 。
スキルは大きく4つのカテゴリに分類できる。戦闘（Combat）、収集（Gathering）、職人（Artisan）、補助（Supporting）である。Invention（発明）は特別スキルである。
| 戦闘 | Combat    | Attack（攻撃）・Strength（強さ）・Defence（防御）・Ranged（遠隔）・Prayer（祈り）・Magic（魔法）・Constitution（体力）・Summoning（召喚）                        |
| 収集 | Gathering | Mining（採掘）・Fishing（釣り）・Woodcutting（樵）・Farming（農作業）・Hunter（狩り）・Divination（神託）・Archaeology（考古学）                                 |
| 職人 | Artisan   | Herblore（薬草学）・Crafting（工芸）・Fletching（矢師）・Smithing（鍛冶）・Cooking（調理）・Firemaking（火付）・Runecrafting（ルーン作り）・Construction（建築） |
| 補助 | Support   | Agility（俊敏）・Thieving（盗人）・Slayer（モンスター退治）・Dungeoneering（ダンジョン探索）                                                                     |

| 無料会員 | Attack・Strength・Defence・Ranged・Prayer・Magic・Constitution・ Crafting・Mining・Smithing・Fishing・Cooking・Firemaking・Woodcutting・Runecrafting・Dungeoneering・Fletching |
| 有料会員 | 上記に加え、Agility・Herblore・Thieving・Slayer・Farming・Construction・Hunter・Summoning・Divination・Invention・Archaeology・                                                |

### 戦闘
RuneScapeはセミリアルタイムの戦闘システムを特徴としている。
戦闘はゲームの重要な側面であり、プレイヤーはモンスターを倒してドロップアイテムを入手したり、クエストを完了させたりすることができる。戦闘レベルとは、プレイヤーやNPCが戦闘においてどの程度強力であるかを示す指標である。プレイヤーはキャラクターが攻撃したい敵をクリックすることで戦闘を行い、相手を殺すか死ぬか戦闘から退くまで自動的に戦闘を継続することになる。
このゲームの武器のほとんどは中世的または幻想的なものであり、さまざまな特徴を持ったものがある。また、戦闘を補助するファミリーを召喚したり、「アビリティ」と呼ばれる特殊な攻撃で追加ダメージを与えたり、ポーションやプレイヤーのスキルで戦闘力を高めたりすることができる。
戦闘には近接攻撃（Melee）、魔法（Magic）、遠距離攻撃（Ranged）の3つの主要なカテゴリがある。これらの戦闘タイプは「コンバットトライアングル」を構成しており、ジャンケン方式（三すくみ）の優位性がある。プレイヤーはキャラクターの戦闘タイプを固定する必要はなく、武器や防具を変えることで、3つの戦闘スタイルを自由に行き来したり、組み合わせたりすることができる。
戦闘はライフポイント制で行われる。失われたライフポイントは、飲食物を摂取したり、アビリティを使用することで回復することができます。死亡したプレイヤーは、死神（Death）の居城に現れる。死神はプレイヤーのアイテムを取り戻す機会を与えてくれる。所持しているアイテムのうち、最も価値のある3つのアイテムは自動的に保存される。死亡した場合、最大24時間または次に死亡するまでアイテムは保持され、その後アイテムは消去される。
別の方法として、死亡した場所に戻り、墓石から未保存のアイテムを回収することもできる。ただし、時間制限があり、時間内に戻らないと（あるいは再び死ぬと）アイテムは失われる。
2012年11月20日に「Evolution of Combat」と名付けられた新しい戦闘システムがリリースされた。近接攻撃が有利にならないようにコンバットトライアングルのバランスを取り直したり、武器の特殊攻撃を発動時に様々な効果をもたらすアビリティに置き換えるといった根本的な変更が行われた。

### プレイヤー対プレイヤーの戦闘
プレイヤー対プレイヤーの戦闘（PvP）は、特定の制御されたミニゲームや、Gielinor北方に広大に広がる荒野（Wilderness）と呼ばれるエリアで行うことができる。デュエルアリーナ（Duel Arena）ではプレイヤーがお金やアイテムを賭けることができ、他のPvPゲームでは独自の報酬を得ることができる。Wildernessでは、プレイヤー同士の戦闘レベルが一定の範囲内に収まっていれば戦闘を行うことができ、プレイヤーが相手を倒した場合、報酬として相手のアイテムを奪うことができる。

### ノンプレイヤーとの交流
Gielinorの領域に住むNPCは、店主やクエストの登場人物など、一部のNPCを除き、その多くを攻撃することができる。これらは一般にモンスターと呼ばれる。モンスターは、ニワトリやゴブリンなどの一般的で低レベルの生物から、はるかに強力なモンスターまで、様々な種類がある。
ほとんどのモンスターは独自の長所と弱点を持っているが、多くのボスは特定の弱点を持たない。例えば、悪魔は範囲攻撃に対して弱い防御力を持つが、メタルドラゴンは範囲攻撃に対して非常に高い防御力を持つ。モンスターの弱点は、戦闘レベルやライフポイントとともに、モンスターのモデルの上に表示されるインターフェイスに表示される。
モンスターには、攻撃的なものと非攻撃的なものがある。非攻撃的なモンスターは攻撃されない限りプレイヤーを無視するが、攻撃的なモンスターは状況や場所によって全てのプレイヤーを攻撃したり、戦闘レベルが一定以下のプレイヤーのみを攻撃する。このため、戦闘レベルの低いプレイヤーにとっては、危険あるいは不便なエリアが存在する。

### プレイヤー同士の交流
プレイヤーはトレードやチャット、ミニゲームやアクティビティに参加することで互いに交流することができる。プレイヤーはアイテムや金貨を、対面取引やグランドエクスチェンジ（GE）と呼ばれる大規模な取引所を使って交換することができる。
チャットシステムにより、プレイヤー同士がコミュニケーションをとることができる。パブリックチャットは、話者の頭上とメッセージボックスに表示されるテキストによって、1つのサーバー上のローカルエリアにいるプレイヤーにテキストをブロードキャストする。フレンドチャットは、RuneScapeのどの世界でも利用可能な特定のチャンネルにチューニングされた特定のプレイヤーにのみメッセージボックスのテキストをブロードキャストする。クランチャットでは、クランのメンバーが別のチャンネルを通じて互いに通信することができる。クイックチャットでは、プレイヤーがパブリックチャット、クランチャット、フレンズチャットとして送信する所定のメッセージのリストから選択することができる。
RuneScapeには独立したミニゲームもあるが、ほとんどは有料会員しか利用できない。ミニゲームは、特定のエリアで行われ、通常、ゲーム内の特定のスキルを必要とし、通常、プレイヤーは協力または互いに競争することを要求される。ミニゲームの例としては、現実のゲーム「Capture the Flag」に似た「Castle Wars」、戦闘に特化したミニゲーム「Pest Control」、あるプレイヤー（狩人）が他のプレイヤー（狩人）の課金を集めて魔法の石にするのを阻止しようとする「Fist of Guthix」などがある。

### クエスト
クエストとは、プレイヤーが選択できるストーリー性のある一連のタスクである。これらはしばしば、特定のスキルの最低レベル、戦闘レベル、クエストポイント、および/または他のクエストの完了を含む要件がある。クエストを達成すると、お金やアイテム、新しいエリアへのアクセス、クエストポイント、スキル経験値の増加など、さまざまな報酬を受け取ることとなる。クエストの中には、プレイヤー同士の協力が必要なものや、戦闘が必要なものもある。クエストは条件と難易度によってカテゴリに分類されている。
2022年5月現在、230以上のクエストが存在する。プレイヤーがゲーム内のすべてのクエストを完了すると、「クエストポイントケープ」を入手する権利を得る。

## 評価
2003年、PC Gamer（英国版）は、「ウェブブラウザでプレイできる簡便さがあり、無料プレイヤーが有料会員へのアップグレードできる」点を評価し、「当然の成功」と表現した。
2006年、ヤフーバズログは、「World of Warcraft、City of Heroes、エバークエストといった他の人気MMORPGほどのグラフィックスはないが、RuneScapeはスプレッドシートでセルをぽちぽちやるよりずっと良い暇つぶし方法だ」と述べた。 
2007年のJustRPGレビューではRuneScapeを「楽しくて癖になるゲーム、グラフィックは完璧ではないかもしれないが、Javaで書いたゲームとしては悪くない」「スキルは多彩、コミュニティもまあまあで、気をつけないと時間を食いつぶしてしまう」と評し、83%のスコアを与えた。
2008年、Developmag.comは「RuneScapeの大衆的な魅力は、そのシンプルさと（金融と技術の両面で）アクセスしやすさにある。高価で処理能力の高い最新ゲームをプレイできるPCを高価格で購入したくない、あるいはできないゲーム・プレーヤーの膨大な市場を開拓してきた。その中核となるゲームプレイのコンセプトは、小売流通型のRPGやMMORPGの類似作品と非常によく似ている」と述べた。
2008年8月、RuneScapeは世界で最も人気のある無料MMORPGとしてギネスワールドレコードに認定された。Jagexは2008年のゲームズ・コンベンションでこの功績を記念して証明書を授与された。
2011年4月のMMORPG.comによるレビューでは、「大量の進行、洗練、ユニークなアイデアを求めている人には、RuneScapeは簡単に推薦できる」と述べ、RuneScapeを賞賛したが、ゲームの戦闘システムと研磨を強調したことを批判した。
The Independent Game Developers' Association Awards 2018で「ロールプレイングゲーム」賞を受賞した。

### 収益
2018年、RuneScapeは最初のローンチ以来、生涯収益が10億ドルを超えたと報告された。
RuneScapeは毎年1億ポンド以上の収益と5000万ポンド以上の利益を生んでいる。

## 開発
アンドリュー・ガウアーが弟のポール・ガウアーの協力を得てRuneScapeを開発した。当初はテキストベースのMUDとして構想されていた（DeviousMUD）。開発の早い段階でグラフィックスが取り入れられ、当時「グラフィックMUD」と呼ばれていたものの仲間入りを果たした。
2001年1月4日にベータ版としてリリースされ、当初はノッティンガムの両親の家から運営されていた。
2001年12月、ガウアー兄弟はコンスタント・テダーと共に、RuneScapeの運営のためにJagexを設立した。
Jagexは初期の革新的な技術として、RuneScriptと呼ばれるスクリプト言語を開発した。これはRuneScapeのサーバーでイベント処理のために使用されている。
2002年2月には有料会員サービスが導入され、新しいエリア、クエスト、無料ユーザーにはないアイテムなどの追加機能へのアクセスが可能になった。
RuneScape Classicがより多くのユーザーを獲得するにつれ、Jagexは大きな変更を計画し始めた。RuneScape 2という完全に3次元のグラフィックを持つ新しいバージョンを制作した。
2004年3月の正式リリースと同時にRuneScape 2は単にRuneScapeと改名され、古いバージョンのゲームはRuneScape Classicという名前でオンライン上に残されることとなった。
2007年2月14日、ドイツ語版RuneScapeが発表され、2008年12月11日にフランス語版、2009年7月24日にブラジルポルトガル語版、2013年4月25日にラテンアメリカスペイン語版が発表された。
2008年7月1日にRuneScape High Detail (RuneScape HD)にバージョンアップしRuneScapeグラフィックやメイン画面などが大幅にアップグレードされた。
同じく2008年にギネスブックにRuneScapeが世界で一番多くプレーされている無料MMORPGゲームであると認められた。
2012年2月28日、プレイヤーがホイールを回すことで日替わりでアイテムを獲得できる「Squeal of Fortune」というゲーム内機能が導入された。

### アイテム課金の導入
2012年4月2日には、プレイヤーが追加のスピンと引き換えに現実世界の通貨を使うことが可能になり、ゲームにアイテム課金の形式が導入された。Jagex CEO Mark Gerhardは以前、アイテム課金を「ステルス税」と表現し、このアップデートによって、「裏切られた」と考えるプレイヤーから苦情が寄せられた。
2012年7月、JagexはSolomon's General Storeをリリースし、ゲーム内の化粧品の報酬に使える「ルーンコイン」と交換するために現実の通貨を使うことを可能にした。
2012年8月29日、Gerhardはこの論争に対する回答を発表し、これらのマイクロトランザクションを「今後さらに何年もゲームをサポート、開発、成長し続けていけるような大きな役割を担っている」と表現した。彼は、これらの決定は「必ずしも人気があるわけではない」が、RuneScapeの将来を考慮して行われるとしている。
2014年2月4日、Squeal of FortuneはTreasure Hunterと入れ替わった。賞品のためにホイールを回すのではなく、プレイヤーは自分の選んだチェストを開けるために使用するキーを与えられることとなった。
2014年3月26日、ゲルハルトはマイクロトランザクションとRuneScapeのアップデートにおけるその重要性に対する彼の姿勢を繰り返し、スーパーソニック広告との提携を発表し、プレイヤーが広告を見たり商品をサンプリングすることによってルーンコインを獲得できるようになるとした。

### RuneScape 3
2012年8月30日、ゲルハルトはRuneScapeのHTML5版が開発中であり、「あなたのお気に入りのタブレット、プラットフォーム、さらにはスマートテレビ」でもゲームをプレイできるようになると発表した
2013年3月22日に公開されたビデオでは、新バージョンがRuneScape 3と呼ばれWebGLを使い、完全にカスタマイズできるユーザインタフェースと改善されたオーディオが含まれると述べている。
2013年4月17日にHTML5版のクローズドベータが公開され、4月24日に新しいインターフェースの別のアルファ版が公開された。
RuneScape 3は2013年7月22日にリリースされた。

### モバイル版
2017年7月17日、RuneScape Mobileの開発が発表され、2021年6月17日にすべてのiOSおよびAndroidユーザーを対象にリリースされた。RuneScape Mobileでは、プレイヤーはRuneScapeとOld School RuneScapeをモバイルデバイスでプレイすることができる。
RuneScapeは2020年10月14日にSteamでリリースされた。

## サーバー
2022年5月現在、世界中に135の英語のRuneScapeサーバがあり、プレイヤーやJagexによって「ワールド」と呼ばれ番号付けされている。それらはイギリス、アメリカ、カナダ、オランダ、オーストラリア、スウェーデン、フィンランド、ベルギー、アイルランド、ノルウェー、デンマーク、ニュージーランド、メキシコ、フランス、リトアニア、インドにある。各RuneScapeサーバーは最大1500人のプレイヤーが同時にログインできる。
サーバーは、すべてのプレイヤーが利用できる無料サーバーと、有料会員が利用できるサーバーに分けられる。一部のサーバにはアクティビティラベルが付与されており、グループ参加を必要とする、または望むタスクを実行するプレイヤーをグループ化することができる。